# Riuferrer
 (septembre 2014).
Le Riuferrer est une rivière française du département Pyrénées-Orientales de la région Occitanie et un affluent gauche du Tech.

## Géographie
De 17,7 kilomètres de longueur, le Riuferrer prend sa source sur la commune de Corsavy à 2 310 mètres d'altitude, entre le Puig del Roc Negre (2 714 m) et le Puig dels tres Vents (2 731 m).
Il coule globalement du nord-ouest vers le sud-est.
Il conflue sur la commune d'Arles-sur-Tech en rive gauche du Tech, à 295 mètres d'altitude, après le lieu-dit la Barri d'Amunt, et le stade.

### Communes traversées
Dans le seul département des Pyrénées-Orientales, le Riuferrer traverse deux communes Corsavy (source) puis Arles-sur-Tech (confluence avec le Tech).

### Bassin versant
Le Riuferrer traverse une seule zone hydrographique Le Tech de la rivière de Saint Laurent au Riuferrer inclus (Y023) de 321 km2 de superficie.

### Organisme gestionnaire

Communes adhérant au Syndicat Intercommunal de Gestion et d'Aménagement du Tech.

La gestion et l'aménagement du Tech est géré depuis 1994 par le Syndicat Intercommunal de Gestion et d'Aménagement du Tech, une structure 
EPCI regroupant trente-cinq communes du bassin versant.

## Affluents
Le Riuferrer a quatre affluents référencés :
- le ruisseau de Cortal Triado (rd) 3 km, sur la seule commune de Corsavy.
- la rivière la Riverette (rg) 3,9 km, sur la seule commune de Corsavy avec un affluent :
  - le correc dels Cabrés (rd) 1,4 km, sur la seule commune de Corsavy.
- le correc dels Forquets (rg) 2,7 km, sur la seule commune de Corsavy.
- la rivière del Freixe ou ruisseau de la Descarga ou Correc del Collet de Pey (rg) 5,9 km, sur les deux communes de Corsavy et Arles-sur-Tech avec un affluent :
  - le correc del Bac (rg) 1,9 km, sur la seule commune de Corsavy avec un affluent :
    - le Correc dels Mouchais (rd) 1,5 km, sur la seule commune de Corsavy.

Le rang de Strahler est de quatre.

## Étymologie
Le nom Riuferrer (prononcé « riouferé ») est un toponyme catalan qui a pour étymologie le latin Rivum Ferrarius, qui évoque une rivière et le minerai de fer, dont le sous-sol de la région est riche.

## Aménagements et écologie
La vallée du Tech et son embouchure sont deux sites classés Natura 2000.